# Герлецкая, Регина

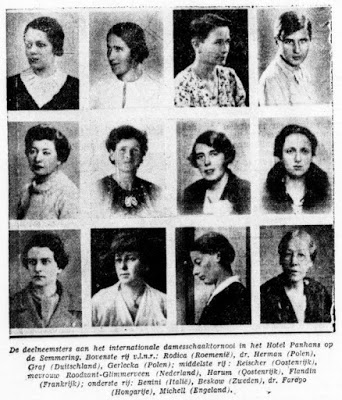
Участницы женского международного турнира в Земмеринге (1936 г.). Верхний ряд (слева направо): Р. Луция, Р. М. Германова, С. Граф, Р. Герлецкая. Средний ряд (слева направо): С. Райшер, К. Родзант, Г. Харум, М. Фланден. Нижний ряд (слева направо): К. Бенини, К. Бесков, К. Фараго, Э. Мичелл.

Регина Герлецкая (пол. Regina Gerlecka; 2 марта, 1913 — 12 марта, 1983, Люблин) — польская шахматистка, двукратная чемпионка Польши по шахматам среди женщин (1935, 1937), призёр чемпионата мира по шахматам среди женщин (1935).

## Биография
В 1932 году окончила среднюю школу в Иновроцлаве, в 1932-1936 годах изучала польский язык в Варшавском университете, получила степень магистра по специальности «1905 год в польской литературе». В 1934 году опубликовала сборник стихов «Сентиментальный человек». В 1937-1939 годах работала учителем в варшавских гимназиях. После Второй Мировой войны сначала работала учителем в Силезии, а с 1949 по 1952 год работала в школьном совете образования в Лодзи. В 1952 году стала заместителем профессора в Лодзинском университете и была автором сценария «Очерк истории советской литературы». С 1954 года была заведующей кафедрой польской литературы XX века и считалась одним из сторонников советского стиля в научных исследованиях. После 1956 года была подвергнута критике за это, а также за отсутствие надлежащего формального образования (у нее был только магистр) и выдвижение по политическим мотивам. В 1958 году переехала в Университет Марии Склодовской-Кюри в Люблине, сначала работала заместителем профессора, затем в качестве старшего преподавателя. В 1958 году защитила свою кандидатскую диссертацию по творчеству польского писателя Владислава Оркана. В 1969 году была назначена доцентом, а с 1973 года руководила кафедрой польской литературы в Институте польской филологии при Университете Марии Склодовской-Кюри.
В 1930-е годы была одной из сильнейших шахматисток Польши. В 1935 и 1937 году побеждала на первых чемпионатах Польши по шахматам среди женщин. Также два раза побеждала на чемпионатах города Варшавы по шахматам среди женщин (1935, 1939 — вместе с Розой Германовой). Два раза участвовала в турнирах за звание чемпионки мира по шахматам. Была второй за Верой Менчик в 1935 году в Варшаве и поделила 10—16-е место в 1937 году в Стокгольме. В 1936 году на международном турнире по шахматам среди женщин в Земмеринге поделила 5—7-е место. После Второй Мировой войны не смогла повторить свои турнирные успехи. Участвовала в первом послевоенном чемпионате Польши по шахматам среди женщин в 1949 году, в котором заняла третье место в турнире с тремя участницами. После этого прекратила свою шахматную карьеру.